# Onozitoli Olora
Onozitoli Olora is een bestuurslaag in het regentschap Gunungsitoli van de provincie Noord-Sumatra, Indonesië. Onozitoli Olora telt 397 inwoners (volkstelling 2010).